# باتريك ماسيج
باتريك ماسيج (بالتشيكية: Patrik Macej) (11 يونيو 1994 بأوسترافا في التشيك - ) هو لاعب كرة قدم تشيكي في مركز حراسة المرمى. لعب مع MFK Zemplín Michalovce ‏.

## روابط خارجية
- باتريك ماسيج على موقع قاعدة بيانات كرة القدم.إي يو (الإنجليزية)
- باتريك ماسيج على موقع Soccerway.com (الإنجليزية)